# Phaonia muscinoides
Phaonia muscinoides är en tvåvingeart som beskrevs av Fritz Isidore van Emden 1943. Phaonia muscinoides ingår i släktet Phaonia och familjen husflugor. Inga underarter finns listade i Catalogue of Life.